# Стоуниевские единицы
Сто́униевские едини́цы — в физике образуют систему единиц, названную в честь ирландского физика Джорджа Джонстона Стони, впервые предложившего их в 1881-м году. Они являются первым историческим примером естественных систем единиц, т.е. единиц измерения, разработанных таким образом, что в качестве безразмерных физических единиц служат определенные фундаментальные физические константы.

## Единицы
| Количество              | Выражение                                                                | Значение в единицах СИ |
| ----------------------- | ------------------------------------------------------------------------ | ---------------------- |
| Длина (L)               | {\displaystyle l_{\text{S}}={\sqrt {\frac {Gk_{\text{e}}e^{2}}{c^{4}}}}} | 1,3807⋅10−36 м         |
| Масса (M)               | {\displaystyle m_{\text{S}}={\sqrt {\frac {k_{\text{e}}e^{2}}{G}}}}      | 1,8592⋅10−9 кг         |
| Время (T)               | {\displaystyle t_{\text{S}}={\sqrt {\frac {Gk_{\text{e}}e^{2}}{c^{6}}}}} | 4,6054⋅10−45 с         |
| Электрический заряд (Q) | {\displaystyle q_{\text{S}}=e\ }                                         | 1,6022⋅10−19 Кл        |

Набор констант, которые Стоуни использовал в качестве основных единиц, следующий:
- {\displaystyle c} — скорость света в вакууме,
- {\displaystyle G} — гравитационная постоянная,
- {\displaystyle k_{e}={\frac {1}{4\pi \varepsilon _{0}}}} — постоянная Кулона,
- {\displaystyle e} — элементарный заряд.

Это означает, что в единицах Стоуни числовые значения всех этих констант равны единице:
{\displaystyle c=G=k_{\text{e}}=e=1.}
Набор основных единиц Стоуни аналогичен тому, который использовался в единицах Планка, предложенных Планком независимо тридцать лет спустя, но Планк нормализовал постоянную Планка вместо элементарного заряда. (В современном использовании единицы Планка понимаются как нормализующие приведенную постоянную Планка вместо постоянной Планка.) В единицах Стоуни числовое значение приведенной постоянной Планка равно
{\displaystyle \hbar ={\frac {1}{\alpha }}\approx 137.0359991,}
где {\displaystyle \alpha } — постоянная тонкой структуры. В современной физике единицы Планка используются чаще, чем единицы Стоуни, особенно в квантовой гравитации (включая теорию струн). Редко единицы Планка называют единицами Планка-Стоуни.

## История
Джордж Стоуни был одним из первых учёных, которые поняли, что электрический заряд квантуется; из этого квантования и трех других констант, которые он считал универсальными (скорость из электромагнетизма и коэффициенты в уравнениях электростатической и гравитационной силы), он вывел единицы, которые теперь названы в его честь. Джеймс Г. О'Хара указал в 1974 г., что полученная Стони оценка единицы заряда, 10-20 ампер-секунд, была 1⁄16 от современного значения заряда электрона. Причина в том, что Стоуни использовал приблизительное значение 1018 для числа молекул, присутствующих в одном кубическом миллиметре газа при стандартной температуре и давлении. Используя современные значения постоянной Авогадро 6,02214⋅1023 моль-1, а для объема грамм-молекулы (при стандартных условиях) 22,4146⋅106 мм3, современное значение 2,687⋅1016, вместо 1018 Стоуни.

## Единицы Стоуни и единицы Планка
Длина и энергия Стоуни, вместе называемые шкалой Стоуни, не так уж далеки от длины, энергии и масштаба Планка. Шкала Стоуни и шкала Планка — это масштабы длины и энергии, на которых квантовые процессы и гравитация происходят вместе. Таким образом, в этих масштабах требуется единая теория физики. Единственной заметной попыткой построить такую теорию на основе шкалы Стоуни была попытка Г. Вейля, который связал гравитационную единицу заряда с длиной Стоуни и, по-видимому, вдохновил Дирака на увлечение гипотезой больших чисел. С тех пор шкала Стоуни в значительной степени игнорировалась в развитии современной физики, хотя время от времени она всё ещё обсуждается.

## Сноски
1. ↑  The anthropic cosmological principle, by Barrow and Tipler, p291. Дата обращения: 12 июля 2022. Архивировано 12 июля 2022 года.
2. ↑  Astrophysics, clocks and fundamental constants, by Karshenboim and Peik, p79. Дата обращения: 12 июля 2022. Архивировано 12 июля 2022 года.
3. 1 2  Space: in science, art and society, by Penz, Radick, Howell, p191. Дата обращения: 12 июля 2022. Архивировано 12 июля 2022 года.
4. ↑  Stoney G. On The Physical Units of Nature, Phil.Mag. 11, 381–391, 1881
5. ↑  G. Johnstone Stoney, On The Physical Units of Nature Архивная копия от 12 июля 2022 на Wayback Machine, The Scientific Proceedings of the Royal Dublin Society, 3, 51–60, 1883. Retrieved 2010-11-28.
6. ↑  
J.G. O’Hara (1993). George Johnstone Stoney and the Conceptual Discovery of the Electron, Occasional Papers in Science and Technology, Royal Dublin Society 8, 5–28.
7. ↑  
K. Tomilin, "Natural System of Units", Proc. of the XX11 International Workshop on High Energy Physics and Field theory, (2000) 289.
8. ↑  H. Weyl, "Gravitation und Elekrizitaet", Koniglich Preussische Akademie der Wissenschaften (1918) 465–78
9. ↑  
H. Weyl, "Eine Neue Erweiterung der Relativitaetstheorie", Annalen der Physik 59 (1919) 101–3.
10. ↑  
G. Gorelik, "Hermann Weyl and Large Numbers in Relativistic Cosmology", Einstein Studies in Russia, (ed. Y. Balashov and V. Vizgin), Birkhaeuser. (2002).
11. ↑  
M. Castans and J. Belinchon (1998). "Enlargement of Planck's System of Absolute Units", preprint: physics/9811018
12. ↑  Jean-Philippe Uzan (2011), Varying Constants, Gravitation and Cosmology, Living Rev. Relativ., 14 (1): 15–16, arXiv:1009.5514, doi:10.12942/lrr-2011-2, PMID 28179829{{citation}}:  Википедия:Обслуживание CS1 (не помеченный открытым DOI) (ссылка)